# Liste der römisch-katholischen Bischöfe von Norwegen

Kirchenprovinz Nidaros (1153–1387)

## Missionsbischöfe
1. Grimkjell
2. Sigurd munk

## Bischöfe von Oslo

### Bis zur Reformation
1. Asgaut ca. 1070/92, vorher Missionsbischof
2. Thorolf
3. Aslak
4. Gerhard
5. Koll Torkelsson ??–1122/33
6. Peter
7. Vilhelm
8. Torsteinn 1157/61–1170
9. Helge 1170–1190
10. Nikolas Arnason 1190–1225
11. Orm 1226–1244
12. Torkell ca. 1247–1248.
13. Håkon 1248–1267 (ab 1267 Erzbischof von Nidaros)
14. Andres 1267–1287
15. Eyvind 1288–1303
16. Helge 1304–1322
17. Salomon Toraldson 1322–1351
18. Gyrd Aslason 1352–1354
19. Sigfrid 1352–1358, Bischof von Stavanger von 1351
20. Hallvard Bjørnarsson 1359–1370
21. Jon 1373–1385
22. Eystein Aslaksson 1386–1407
23. Aslak Hartviktsson Bolt 1407, Bischof von Bergen ab 1408
24. Jakob Knutson 1407–1420, davor Bischof von Bergen
25. Jens Jakobsson 1420–1452
26. Gunnar Tjostulvsson Holk 1453–1483
27. Nils Audensson Kalib 1483–1488
28. Herlog Vigleiksson Korning 1489–1505
29. Anders Mus 1506–1521 und 1524
30. Hans Mule 1521–1524
31. Hans Rev 1525–1537 – wurde Lutheraner (lutherischer Superintendent seit 1540)

Die römisch-katholische Kirche war in Norwegen nach der Reformation zunächst verboten.

### 19. Jahrhundert bis heute
Das Apostolische Vikariat Schweden wurde in Norwegen mit königlicher Resolution vom 6. März 1843 zugelassen. 7. August 1868 wurde es zur
„Mission sui iuris Norwegen“. 17. August 1869 entstand eine Apostolische Präfektur. Am 11. März 1892 wurde Oslo Teil des
Apostolische Vikariates Norwegen, bis es am 10. April 1931 eigenes Apostolisches Vikariat wurde. Am 29. Juni 1953 wurde das Bistum Oslo wiedererrichtet.
1. 1843–1868: Vikar und Bischof (1862) Laurentius J. Studach (Apostolisches Vikariat Schweden)
2. 1869–1887: Präfekt Bernard Bernard
3. 1887–1922: Präfekt und Bischof (1892) Johannes Olaf Fallize.
4. 1922–1928: Bischof Johannes Smit; Apostolischer Administrator: Olav Offerdahl
5. 1930: Bischof Olav Offerdahl
6. 1930–1932: Apostolischer Administrator: Henrik Irgens
7. 1932–1964: Bischof Jacob Mangers
8. 1964–1983: Bischof John Willem Gran
9. 1983–2005: Bischof Gerhard Schwenzer
10. 2005–2025: Bischof Bernt Eidsvig
11. seit 2025: Bischof Fredrik Hansen

## Bischöfe von Hamar
(Quelle: )
1. Arnald 1152–??
2. Orm
3. Ragnar ??–1188/89
4. Torir 1189/90–1196
5. Ivar Skjalg 1196/97–1221
6. Hallvard 1221–1231
7. Pål 1232–1251
8. Peter 1253–1260
9. Gilbert 1260/63–1276
10. Torfinn 1278–1285
11. Jørund 1286–1287, ab 1288 Erzbischof in Nidaros
12. Torstein 1288–1304
13. Ingjald 1305–1315
14. Bottolf 1315–1320
15. Hallvar Knivesson 1320–1349
16. Olaf 1349–1350
17. Håvard 1351–1363
18. Magnus Slangestorp 1364–1380
19. Olaf 1381, seit 1381/82 Bischof von Stavanger
20. Sigurd 1383–1418/19
21. Annbjørn Sunnulvsson 1420–1430
22. Peder Boson 1433–1440
23. Gunnar Thorgardsson 1442–1471
24. Karl Sigurdsson 1476–1487
25. Herman Trulsson 1488–1503
26. Karl Jensson Skonk 1504–1512
27. Mogens Lauritssøn 1513–1537 († 1542)

## Bischöfe von Stavanger
1. Reinald ca. 1112–1135 (in Bergen von Harald Gille aufgehängt)
2. Jon Birgisson 1135–1152, ab 1152 Erzbischof in Nidaros
3. Peter 1152–??
4. Amund ??–1171 († 1183)
5. Eirik Ivarsson 1171–1188, ab 1188 Erzbischof in Nidaros
6. Njål 1189/90–1207
7. Henrik 1207–1224
8. Åskjell Jonsson 1226–1254
9. Torgils 1255–1276
10. Arne 1277–1303
11. Ketil 1304–1317
12. Håkon Halldorsson 1318–1322
13. Eirik Ogmundsson 1322–1342
14. Guttorm Pålsson 1343–1350
15. Sigfrid 1351–1352, ab 1352 Bischof in Oslo.
16. Gyrd Aslason 1354–1355, vorher Bischof in Oslo
17. Bottolf Asbjørnsson 1355–1380
18. Hallgeirr Osmundsson 1380/81, vom Nachfolger vertrieben
19. Olaf 1381/82–1398/1400, vorher Bischof von Hamar
20. Håkon Ivarsson 1400–1426, zurückgetreten
21. Audun Eyvindsson 1427–1445
22. Gunnar Eriksson 1445–1451/53
23. Sigurd Bjørnsson 1454–1463
24. Alv Thorgardsson 1464–1478
25. Eiliv Jonsson 1481–1512
26. Höskuld Höskuldsson 1513–1537

## Bischöfe von Selja und Bergen
1. Bjarnvard (Bernhard der Sachse), Bischof von Selja, vorher 1047–1067 Missionsbischof in Island
2. Svein, Bischof von Selja
3. Magne, Bischof von Selja
4. Ottar, Bischof von Selja
5. Sigurd, Bischof von Selja
6. Pål, Bischof von Selja 1156/7–1170, wurde 1160 vom Bischofsstuhl vertrieben.
7. Nikolas Petersson, erst Bischof von Selja, später Bischof von Bergen ca. 1160–1194. Verlegte 1170 formell den Bischofssitz nach Bergen.
8. Martin 1194–1216
9. Håvard 1217–1224
10. Arne 1226–1256
11. Peter 1257–1270, vorher 1246–1257 Bischof auf den Färöern
12. Askatin (1270–vor 1278)
13. Narve 1278–1304
14. Arne Sigurdsson 1305–1314
15. Audfinn Sigurdsson 1314–1330
16. (Johannes, 1336 in Avignon erwähnt)
17. Håkon Erlingsson 1332–1342
18. Torstein Eiriksson 1343–1349
19. Gisbrikt Erlendsson 1350–1369
20. Benedikt Ringstad 1370–1371
21. Jakob Jensson 1372–1401 († 1409)
22. Jakob Knutsson 1401–1407
23. Aslak Hartviktsson Bolt 1408–1428, vorher Bischof in Oslo, danach Erzbischof in Nidaros
24. Arend Klementssøn 1430/31–1434
25. Olav Nilsson 1434–1436
26. Olav Hartviktson 1438/40–1448
27. Thorleiv Olavsson 1450–1455 (ermordet), vorher 1448–1450 Bischof von Viborg
28. Paulus Justiniani 1457–1460, Italiener, später Bischof in Noli († 1485)
29. Finnboge Niklasson 1461–1474.
30. Hans Teiste 1474–1506
31. Andor Ketilsson 1507–1522
32. Olav Thorkelsson 1524–1535